# 1908 en Alberta
Chronologie de l'Alberta
- 1904
- 1905
- 1906
- 1907
- 1908
- 1909
- 1910
- 1911
- 1912

Cette page concerne des événements qui se sont produits durant l'année 1908 dans la province canadienne de l'Alberta.

## Politique
- Premier ministre :  Alexander Cameron Rutherford du Parti Libéral
- Chef de l'Opposition : Albert Robertson
- Lieutenant-gouverneur : George Hedley Vicars Bulyea (en)
- Législature :

## Événements
- Mise en service du Clover Bar Railroad Bridge pont routier sur la North Saskatchewan river à Edmonton[1].
- 23 septembre : ouverture de l'Université de l'Alberta.

## Naissances
- 20 septembre, Ernest Manning, premier ministre de l'Alberta

- 1 octobre : Douglas Gordon Young (né à Medicine Hat et mort le 15 mai 1990) , joueur professionnel canadien de hockey sur glace qui évoluait au poste de défenseur[2].